# Xã Oregon, Quận Starke, Indiana
Xã Oregon (tiếng Anh: Oregon Township) là một xã thuộc quận Starke, tiểu bang Indiana, Hoa Kỳ. Năm 2010, dân số của xã này là 3.367 người.